# 자유아프가니스탄방송
자유 아프가니스탄 방송(Radio Free Afghanistan)은 자유유럽방송 프로그램의 연장선상에 있는 프로그램으로서, 미국 정부가 아프가니스탄에 거주하는 청취자를 목적으로 하는 단파방송이다. 두 차례에 걸쳐 방송되었다. 우선 1985년 - 1993년의 기간에 하였던 방송은 소비에트 연방의 아프가니스탄 침공 당시, 소련에 대항해 싸운 아프가니스탄의 레지스탕스들을 격려하고 사기를 고취시키기 위해 반소비에트 성향의 내용을 내보냈다. 1993년 중단된 이 방송은 2002년 다시 재개되었는데 현재는 2001년 10월에 있었던 미국의 아프가니스탄 침공에 동조하는 친미 성향의 민주주의 정부를 선전하는 내용을 방송하고 있으며 서울특별시, 경기도, 인천광역시, 대전광역시, 충청남도, 충청북도일부 지역에서 청취가 가능하다.
2005년 현재, 이 방송국은 하루에 파슈토어와 다리어를 각각 6시간씩 총 12시간 방송한다. 이 방송에서 발언하는 자유 아프가니스탄 방송의 임무는 다음과 같다. "뉴스를 보급시킴으로 아프가니스탄에 민주주의 가치와 제도를 촉진하고 유지하기 위하여 사실에 관한 정보와 이해를 제공한다".

## 파슈토어 방송 주파수
| 협정 세계시 | 중파, 단파 주파수             |
| 02:30-03:30 | 1296, 11820, 12140, 17670 kHz |
| 04:30-05:30 | 1296, 15615, 17815, 17670 kHz |
| 06:30-07:30 | 1296, 15615, 17685, 17815 kHz |
| 08:30-09:30 | 1296, 15615, 17685, 17815 kHz |
| 10:30-11:30 | 1296, 11805, 15090, 17685 kHz |
| 12:30-13:30 | 1296, 11550, 15090, 19010 kHz |

## 다리어 방송 주파수
| 협정 세계시 | 중파, 단파 주파수             |
| 03:30-04:30 | 1296, 11820, 15615, 17670 kHz |
| 05:30-06:30 | 1296, 15615, 17670, 17815 kHz |
| 07:30-08:30 | 1296, 15615, 17685, 17815 kHz |
| 09:30-10:30 | 1296, 15090, 17685, 17815 kHz |
| 11:30-12:30 | 1296, 11805, 15090, 17685 kHz |
| 13:30-14:30 | 1296, 11550, 15090 kHz        |

## 같이 보기
- 미국의 소리
- 자유아시아방송
- 자유유럽방송